# Terminus De Montarville
Pour les articles homonymes, voir Montarville.
Le terminus De Montarville est un terminus métropolitain de l'Autorité régionale de transport métropolitain  situé au 220, boulevard De Montarville à Boucherville. Il est utilisé par les autobus du Réseau de transport de Longueuil ainsi que de l'organisme Exo Sorel-Varennes. Ce terminus a été mis en service le 19 novembre 2007 et inauguré le lendemain.

## Autobus

### Réseau de transport de Longueuil
| Circuit | Destinations                                                   | Quai(s) | Tracé       | Horaires       |
| ------- | -------------------------------------------------------------- | ------- | ----------- | -------------- |
| 61      | Boucherville – Terminus Radisson                               | 1       | [PDF] Tracé | [PDF] Horaires |
| 80      | De Montarville - Carrefour de la Rive-Sud – Terminus Longueuil | 2       | [PDF] Tracé | [PDF] Horaires |
| 85      | De Gascogne - Terminus Longueuil                               | 2       | [PDF] Tracé | [PDF] Horaires |

### Exo Sorel-Varennes
| Circuit | Destinations                  | Quai(s) | Tracé | Horaires |
| ------- | ----------------------------- | ------- | ----- | -------- |
| 700     | Sorel – Terminus Longueuil    | 1       | Tracé | Horaires |
| 720     | Varennes – Terminus Longueuil | 1       | Tracé | Horaires |
| 721     | Varennes – Terminus Longueuil | 1       | Tracé | Horaires |
| 722     | Varennes – Terminus Longueuil | 1       | Tracé | Horaires |